# Washburn (Dakota del Norte)
Washburn es una ciudad ubicada en el condado de McLean en el estado estadounidense de Dakota del Norte. En el censo de 2010 tenía una población de 1246 habitantes y una densidad poblacional de 254,68 personas por km².

## Geografía
Washburn se encuentra ubicada en las coordenadas 47°17′40″N 101°1′43″O / 47.29444, -101.02861. Según la Oficina del Censo de los Estados Unidos, Washburn tiene una superficie total de 4.89 km², de la cual 4.65 km² corresponden a tierra firme y (4.98%) 0.24 km² es agua.

## Demografía
Según el censo de 2010, había 1246 personas residiendo en Washburn. La densidad de población era de 254,68 hab./km². De los 1246 habitantes, Washburn estaba compuesto por el 97.99% blancos, el 0.08% eran afroamericanos, el 0.56% eran amerindios, el 0% eran asiáticos, el 0% eran isleños del Pacífico, el 0.48% eran de otras razas y el 0.88% pertenecían a dos o más razas. Del total de la población el 1.12% eran hispanos o latinos de cualquier raza.